# Millville (Massachusetts)
Millville é uma vila localizada no condado de Worcester no estado estadounidense de Massachusetts. No Censo de 2010 tinha uma população de 3.190 habitantes e uma densidade populacional de 248,07 pessoas por km².

## Geografia
Millville encontra-se localizado nas coordenadas 42° 02′ 12″ N, 71° 34′ 44″ O. Segundo o Departamento do Censo dos Estados Unidos, Millville tem uma superfície total de 12.86 km², da qual 12.71 km² correspondem a terra firme e (1.19%) 0.15 km² é água.

## Demografia
Segundo o censo de 2010, tinha 3.190 pessoas residindo em Millville. A densidade populacional era de 248,07 hab./km². Dos 3.190 habitantes, Millville estava composto pelo 97.34% brancos, o 0.47% eram afroamericanos, o 0.22% eram amerindios, o 0.91% eram asiáticos, o 0% eram insulares do Pacífico, o 0.13% eram de outras raças e o 0.94% pertenciam a duas ou mais raças. Do total da população o 1.29% eram hispanos ou latinos de qualquer raça.